# 雌酮-3-甲醚
雌酮-3-甲醚（英語：estrone 3-methyl ether，简称雌酮甲醚，Estrone methyl ether）是一种人工合成雌激素醚，由3号位的羟基形成的甲醚，可作为雌激素类药物，但从未上市，可作为合成美雌醇（炔雌醇-3-甲醚）的前体。